# (37272) 2000 XR39
2000 XR39 (asteroide 37272) é um asteroide da cintura principal. Possui uma excentricidade de 0.08110270 e uma inclinação de 23.01081º.
Este asteroide foi descoberto no dia 4 de dezembro de 2000 por LINEAR em Socorro.